# Dodo (II.) zu Innhausen und Knyphausen
Dodo (II.) Freiherr zu Innhausen und Knyphausen, auch Dodo von Knyphausen (* 30. März 1641 in Farmsum (bei Delfzijl am Dollart, Niederlande); † 13. September 1698 in Berlin), war ein brandenburg-preußischer Staatsmann. Er war Präsident der vom Kurfürsten Friedrich Wilhelm für den transatlantischen Sklavenhandel gegründeten Brandenburgisch-Afrikanische Compagnie (1682–1692).

## Leben
Dodo (II.) war ein Abkömmling des ostfriesischen Adelsgeschlechts Innhausen und Knyphausen. Sein Großvater Dodo zu Innhausen und Knyphausen (1583–1636) war ein bedeutender Feldherr im Dienst der Schweden. Sein Vater Enno Adam zu Innhausen und Knyphausen (1611–1654) war ebenfalls schwedischer Oberst, seine Mutter war Occa Johanna Freiin von Ripperda. Nach dem Studium in Leiden und Wien trat Knyphausen 1672 in den Dienst des ostfriesischen Hofgerichts in Aurich (seit 1678 Vorsitzender). 1677 errang er in einem Erbstreit die Herrschaft Lützburg (Lütetsburg), wo er das Schloss erneuerte und die reformierte Bargeburer Kirche – auch für die Reformierten in der nahegelegenen Stadt Norden – bauen ließ. Weil dies gegen die Privilegien der Norder Lutheraner verstieß, konnte die Kirche erst 1684 unter dem Schutz der inzwischen in Ostfriesland stationierten preußischen Truppen eingeweiht werden.
Dodo zu Innhausen und Knyphausen war mittlerweile selbst in die Dienste des brandenburgisch-preußischen Kurfürsten Friedrich Wilhelm getreten. Im April 1683 übernahm er als Geheimrat die Leitung des Kammerwesens, im Oktober erfolgte seine Ernennung zum wirklichen Geheimen Etatsrath, dem die gesamte Verwaltung der Staatsdomänen unterstand. Bald konnte er die Einnahmen des Staates deutlich steigern und wurde im September 1687 zum Hofkammerpräsidenten ernannt. Eines seiner Ziele war die Vereinheitlichung des Domänenwesens in dem noch lose verbundenen Staate. Auf Grund seiner Vorschläge begründete Kurfürst Friedrich III. 1689 das Collegium der Geheimen Hofkammer, ein erster Schritt zu den Verwaltungsreformen, die Preußens Aufstieg förderten. Im Zuge des Sturzes des leitenden Ministers Eberhard von Danckelman wurde aber 1698 auch Dodo zu Innhausen und Knyphausen entlassen und zu einer Geldstrafe verurteilt. Er starb kurz darauf.
Schon in Lütetsburg hatte Knyphausen 1677 die verfolgte Mystikerin Antoinette Bourignon aufgenommen. Auch später nutzte er seinen Einfluss zur Protektion von Vertretern des radikalen Pietismus wie Johann Wilhelm und Johanna Eleonora Petersen oder Johann Salomon Hattenbach. Er war Mitglied der Philadelphischen Gesellschaft Jane Leades.

## Wirken in der Münzverwaltung
Am 24. September 1684 übernahm Dodo zu Innhausen und Knyphausen die Münzverwaltung des Landes. Sein Ziel war die Schaffung eines neuen Münzvereins, der den bisherigen Vertrag von Zinna mit Kursachsen und Braunschweig-Lüneburg von 1667 ablösen sollte. Die Heckenmünzstätten sollten konsequent bekämpft werden, um die Flut von minderwertigem Geld einzudämmen. Der Münzfuß musste wegen gestiegener Silberpreise neu verhandelt werden.
Nachdem 1687 eine Einigung zunächst gescheitert war, ließ er nur in Brandenburg neue Zweidrittel- und Dritteltaler in einem 12-Taler-Münzfuß ausprägen. Diese neuen Münzen wurden von den Kaufleuten insbesondere während der Messen in Leipzig und Braunschweig als bestes Geld akzeptiert.
Am 16. Januar 1690 erreichte er in Leipzig den Vertragsabschluss mit Kursachsen und Braunschweig-Lüneburg über die Einführung des Leipziger Münzfußes, ein 12-Taler-Münzfuß bzw. 18-Gulden-Münzfuß. Danach wurden insbesondere Zweidrittel-, Drittel- und Sechsteltaler ausgeprägt. Dieser Münzfuß fand schnell Verbreitung. Der Zweidritteltaler blieb bis 1740 die bestimmende Währungsmünze. 1738 wurde dieser 14-Taler-Münzfuß neuer Reichsmünzfuß.
Unter Leitung von Dodo zu Innhausen und Knyphausen konnten zahlreiche Heckenmünzstätten in Brandenburg, Kursachsen und Thüringen zerstört werden. Er fand dabei auch die Unterstützung des Kaisers. Die seit 1676 begonnene Periode der Heckenmünzerei konnte 1690 beendet werden.

## Familie
Er war mit Freiin Hedwig Orianna von Frydag (* 24. Januar 1648; † 5. Dezember 1694) verheiratet. Das Paar hatte folgende Kinder:
- Franz Ferdinand (* 1. Februar 1673; † 30. August 1725) ⚭ Sophie Luise von Tettau (Tochter von Johann Georg von Tettau)
- Karl Christian      (* 1. Februar 1673;  1695)
- Johanna Elisabeth (* 1675; † 13. Februar 1702) ⚭ Christoph Heinrich von Galen
- Wilhelm (1676–1695)
- Enno Adam (1677–1682)
- Friedrich Ernst (1678–1731) ⚭ Charlotte von Ilgen (1702–1751), Tochter von Heinrich Rüdiger von Ilgen
- Haro Moritz (*† 1679)
- Juliane Cölestine (1681–1684)